# Böyük Mərcanlı
Böyük Mərcanlı (eingedeutscht Böjük Merdschanli) ist ein Dorf im Rayon Cəbrayıl von Aserbaidschan.

## Geographische Lage und Geschichte
Das Dorf liegt in einer Ebene, 2 Kilometer vom linken Ufer des Flusses Aras entfernt und 30 Kilometer östlich der Bezirkshauptstadt Cəbrayıl.
Die Ortschaft wurde im 19. Jahrhundert auf dem Gebiet des benachbarten Dorfes Maraljan von der Familiendynastie Mərcanlı errichtet, die wiederum zu Zeiten des Karabach-Khanats aus der Region um die Stadt Bərdə hierhin umgesiedelt wurden. Während der Herrschaft des Russischen Reiches gehörte Böyük Mərcanlı zur Ujesd Cəbrayıl, die wiederum Teil des Gouvernements Elisawetpol war. Laut den statistischen Daten der Zarenregierung über die Bevölkerungszahl von Transkaukasien lebten hier bis zu 700 Menschen, alle Aserbaidschaner. Diese folgten dem sunnitischen Glauben.
In Sowjetzeiten hatte Böyük Mərcanlı bis zu 5000 Einwohner (Anfang der 1970er Jahre) und galt als eines der größten Dörfer von Cəbrayıl. Die Bewohner waren mit dem Baumwoll-, Weizen- und Seidenanbau sowie mit Viehzucht beschäftigt. Es gab eine Sekundarschule und zwei 8-Klassen-Schulen, eine Bibliothek, ein Kulturhaus, ein Krankenhaus und 2 Kommunikationseinrichtungen.
Böyük Mərcanlı wurde im Zuge der Sommeroffensive der armenischen Streitkräfte im August 1993 militärisch besetzt und die Einwohner vertrieben. Vom Staatlichen Komitee für die Arbeit mit Flüchtlingen und Binnenvertriebenen Aserbaidschans wurden für 2020 über 11.000 Binnenvertriebene aus diesem Dorf angegeben. Nach der Besetzung wurde der Ort von der international nicht anerkannten Republik Arzach als Teil der Provinz Hadrut verwaltet.
Am ersten Tag des zweiten Bergkarabachkrieges (27. September – 9. November 2020), dem 27. September 2020, haben die aserbaidschanischen Streitkräfte das Dorf zurückerobert. Im Januar 2021 veröffentlichte das Verteidigungsministerium Aserbaidschans ein Videomaterial aus Böyük Mərcanlı, das den Ort vollständig zerstört zeigt.